# Ернан Діас
Ернан Діас (ісп. Hernán Díaz, нар. 26 лютого 1965, Росаріо) — аргентинський футболіст, правий захисник.
Насамперед відомий виступами за клуб «Рівер Плейт», а також національну збірну Аргентини.

## Клубна кар'єра
У дорослому футболі дебютував 1985 року виступами за команду клубу «Росаріо Сентраль». Втім у чемпіонаті країни за команду цього клубу дебютував лише 1986 року, провівши попередньо деякий час у розпорядженні іншого аргентинського клубу, «Лос Андес». Протягом 1986—1989 років зіграв за «Росаріо Сентраль» 110 ігор в чемпіонаті країни.
Своєю грою за цю команду привернув увагу представників тренерського штабу клубу «Рівер Плейт», до складу якого приєднався 1989 року. Відіграв за команду з Буенос-Айреса наступні десять сезонів своєї ігрової кар'єри. Більшість часу, проведеного у складі «Рівер Плейта», був основним гравцем захисту команди.
Частину 2000 року захищав кольори команди «Колона», після чого повернувся до «Рівер Плейт», де й закінчив професійні футбольні виступи у 2001.

## Виступи за збірну
1987 року дебютував в офіційних матчах у складі національної збірної Аргентини. Протягом кар'єри у національній команді, яка тривала 12 років, провів у формі головної команди країни лише 28 матчів, забивши 3 голи.
У складі збірної був учасником домашнього для аргентинців розіграшу Кубка Америки 1987 року, розіграшу Кубка Америки 1989 року у Бразилії, на якому команда здобула бронзові нагороди, а також чемпіонату світу 1994 року у США.

## Досягнення
«Росаріо Сентраль»
- Чемпіон Аргентини: 1986-87

«Рівер Плейт»
- Чемпіон Аргентини: 1989-90, А 1991, А 1993, А 1994, А 1996, К 1997, А 1997, А 1999
- Володар Кубка Лібертадорес: 1996
- Володар Суперкубка Лібертадорес: 1997

Аргентина
- Бронзовий призер Кубка Америки: 1989